# سندرم زجر حاد تنفسی
سندرم دیسترس حاد تنفسی (به انگلیسی: ARDS) هنگامی بروز می‌کند که مایع در کیسک‌های هوایی کوچک و انعطاف‌پذیر ریه‌ها (آلوئولی) جمع می‌شود. مایع مزبور مانع از پر شدن ریه‌ها با میزان کافی هوا می‌گردد که این بدان معنی است که میزان اکسیژن دریافتی در جریان خون کاهش پیدا می‌کند. این وضعیت مانع از دسترسی دستگاه‌های بدن به اکسیژن مورد نیاز برای ارائهٔ عملکرد کامل خود می‌گردد.
ARDS به‌طور معمول در کسانی بروز می‌کند که پیشتر دچار بیماری‌های جدی شده‌اند و نیز در مورد کسانی بیشترین شیوع را دارد که دچار آسیب‌دیدگی جدی هستند. تنگی نفس شدید که علامت اصلی ARDS محسوب می‌شود به‌طور معمول در فاصلهٔ چند ساعت تا چند روز پس از ایجاد آسیب‌دیدگی یا عفونت آغاز می‌شود.
بسیاری از مردم دچار علایم ARDS زنده نمی‌مانند. خطر مرگ با بالا بودن سن و شدت بیماری افزایش پیدا می‌کند. از میان مردمی که پس از ابتلاء به ARDS زنده می‌مانند برخی به‌طور کامل بهبود می‌یابند حال آنکه دیگران دچار آسیب‌دیدگی دایمی ریه‌ها می‌شوند.

### تست های تشخیصی
پالس اکسیمتری سطح اکسیژن پایین کمتر از 90 درصد را نشان می دهد.
گازهای خون شریانی (ABGs) اسیدوز تنفسی را نشان می دهد – افزایش PaCO2 (بیشتر از 45 mmHg)، کاهش PaO2 حتی با وجود تجویز اکسیژن مکمل
رادیوگرافی قفسه سینه – در هر دو ریه رسوخ مایع در میدان ریوی دیده می شود که دارای زمینه سفید رنگ یا ظاهر شیشه ای است
فشار گوه ای مویرگ ریوی (PCWP) کم تا طبیعی است.